# Para-Leichtathletik-Europameisterschaften 2014/Medaillenspiegel
Medaillenspiegel der 4. Para-Leichtathletik-Europameisterschaften in Swansea nach 169 von 169 Entscheidungen.

## Medaillenspiegel (lexikographisch)
Die Platzierungen sind in dieser Tabelle nach der Anzahl der gewonnenen Goldmedaillen sortiert, gefolgt von der Anzahl der Silber- und Bronzemedaillen (lexikographische Ordnung). Weisen zwei oder mehr Länder eine identische Medaillenbilanz auf, werden sie alphabetisch geordnet auf dem gleichen Rang geführt.
| Medaillenspiegel | Medaillenspiegel | Medaillenspiegel | Medaillenspiegel | Medaillenspiegel | Medaillenspiegel |
| Platz            | Land             | G                | S                | B                | TL               |
| ---------------- | ---------------- | ---------------- | ---------------- | ---------------- | ---------------- |
| 1                | Russland         | 41               | 30               | 18               | 89               |
| 2                | Ukraine          | 17               | 8                | 18               | 43               |
| 3                | Großbritannien   | 16               | 19               | 17               | 52               |
| 4                | Deutschland      | 14               | 17               | 15               | 46               |
| 5                | Finnland         | 9                | 3                | 4                | 16               |
| 6                | Frankreich       | 8                | 8                | 4                | 20               |
| 7                | Schweiz          | 8                | 3                | 6                | 17               |
| 8                | Polen            | 6                | 15               | 11               | 32               |
| 9                | Spanien          | 6                | 9                | 10               | 25               |
| 10               | Niederlande      | 5                | 4                | 5                | 14               |
| 11               | Türkei           | 5                | 3                | 2                | 10               |
| 12               | Italien          | 4                | 5                | 2                | 11               |
| 13               | Bulgarien        | 4                | 3                | 4                | 11               |
| 14               | Irland           | 4                | 1                | 0                | 5                |
| 15               | Schweden         | 3                | 2                | 2                | 7                |
| 16               | Griechenland     | 2                | 5                | 5                | 12               |
| 17               | Österreich       | 2                | 2                | 0                | 4                |
| 18               | Kroatien         | 2                | 1                | 5                | 8                |
| 18               | Tschechien       | 2                | 1                | 5                | 8                |
| 20               | Litauen          | 2                | 1                | 2                | 5                |
| 21               | Belarus          | 2                | 1                | 1                | 4                |
| 22               | Lettland         | 2                | 0                | 1                | 3                |
| 23               | Portugal         | 1                | 6                | 3                | 10               |
| 24               | Aserbaidschan    | 1                | 2                | 1                | 4                |
| 24               | Ungarn           | 1                | 2                | 1                | 4                |
| 26               | Slowakei         | 1                | 1                | 1                | 3                |
| 27               | Island           | 1                | 0                | 1                | 2                |
| 28               | Serbien          | 0                | 5                | 1                | 6                |
| 29               | Dänemark         | 0                | 2                | 1                | 3                |
| 30               | Belgien          | 0                | 2                | 0                | 2                |
| 31               | Luxemburg        | 0                | 1                | 0                | 1                |
| 31               | Norwegen         | 0                | 1                | 0                | 1                |
| 33               | Slowenien        | 0                | 0                | 1                | 1                |
| Gesamt           |                  | 169              | 163              | 147              | 479              |